# Hildebrandtia macrotympanum
Hildebrandtia macrotympanum là một loài ếch trong họ Ptychadenidae.
Nó được tìm thấy ở Ethiopia, Kenya, và Somalia.
Các môi trường sống tự nhiên của chúng là xavan khô, vùng đất có cây bụi nhiệt đới hoặc cận nhiệt đới, đồng cỏ khô nhiệt đới hoặc cận nhiệt đới vùng đất thấp, và đầm nước ngọt có nước theo mùa. Loài này đang bị đe dọa do mất môi trường sống.